# Pequín
|  | Per a altres significats, vegeu «Pequín (desambiguació)». |

Pequín o Beijing (en xinès: 北京, pinyin: Běijīng, 'capital del nord') és la capital de la República Popular de la Xina, situada al nord-est del país, davant la serralada Ian-Xan (燕山) i a l'est de la serralada Tai-Hang-Xan (太行山). Amb més de 21 milions d'habitants, va ser la primera ciutat a tenir categoria provincial de municipalitat; actualment n'hi ha quatre. Fundada fa uns 3.400 anys, també va ser la capital de la Xina durant les dinasties Yuan (元朝), Ming (明朝) i Qing (清朝).
És la segona ciutat més gran del país, només superada per Xangai quant a població. També és un important nus de comunicació, amb múltiples línies de ferrocarril, autopistes i carreteres. Actualment, és reconeguda com el centre cultural, polític i social de la Xina.

## Geografia física
La ciutat està envoltada per la província de Hebei. És una ciutat interior envoltada de muntanyes pel nord i el nord-oest; al sud, s'estén el pla que forma part de les riquíssimes terres de conreu del gegantí delta del riu Groc. No la creua cap riu important; el més proper és el Yong Ding.

## Clima

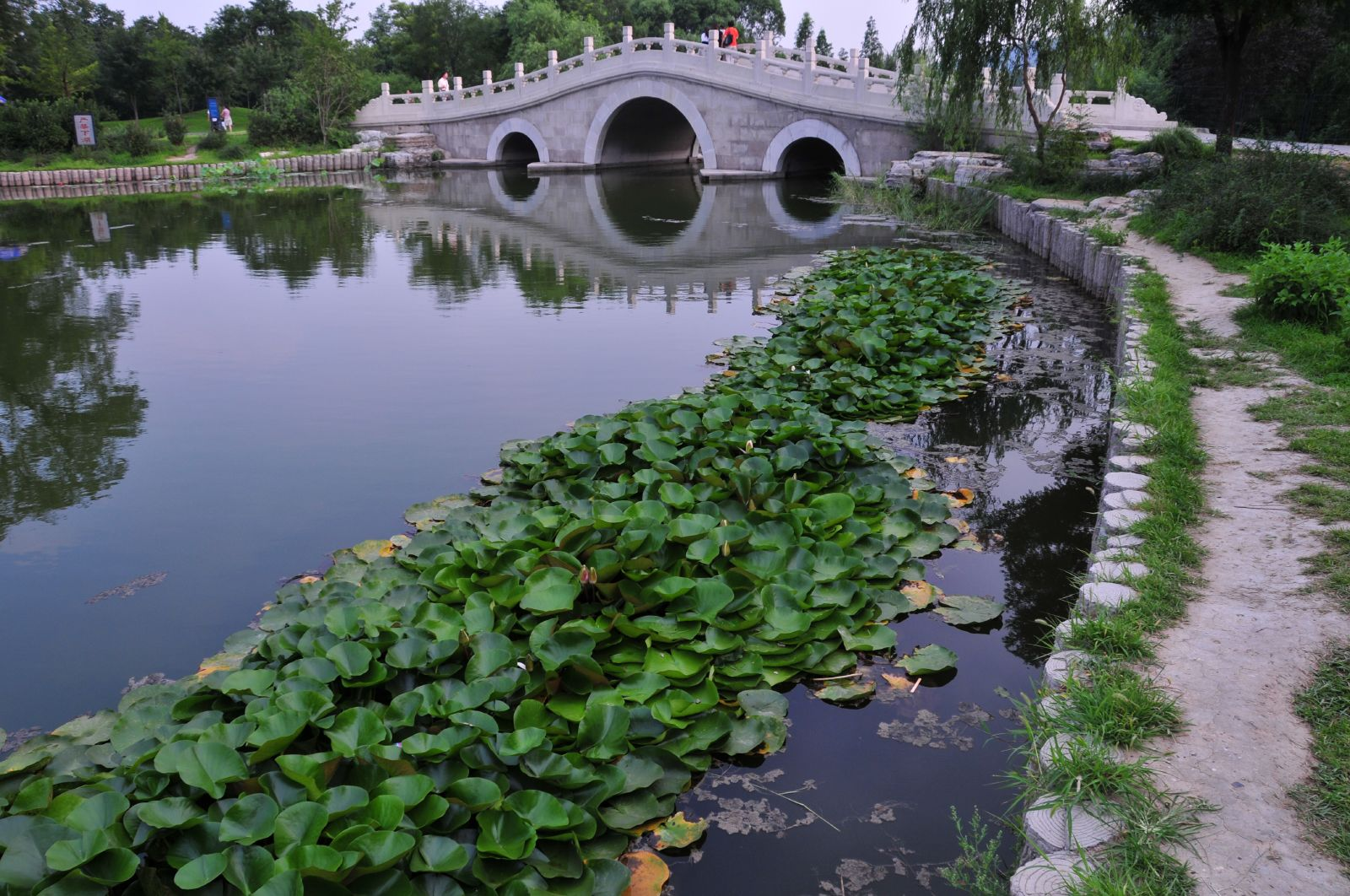
El Jardí Botànic de Pequín

Tot i que Pequín es troba aproximadament a 150 quilòmetres de la costa té, a causa de la seva posició, una forta influència del cinturó de vent d'oest i dels monsons, que li porten un clima continental moderat, és a dir, calent i humit a l'estiu i fred i sec a l'hivern. Les precipitacions de l'any ascendeixen de mitjana als 619 mil·límetres; d'aquests, en cauen aproximadament un 70 per cent els mesos de juliol i agost.
A l'hivern, hi regnen unes temperatures de fins a -20 °C i un vent glacial, que bufa de les planes mongoles. A l'estiu (de juny fins a l'agost) el clima és humit i calent, amb temperatures de fins a 30 °C; la primavera (abril i maig) és seca, però ventosa. Al setembre i l'octubre hi regna un temps sec i suau.
La màxima temperatura que s'hi ha assolit mai és de 42 °C i la més baixa mai enregistrada és de -27 °C. El 2005, la precipitació total va ser de 410,77 mm, la majoria durant els mesos d'estiu.
| Mes                      | Gen   | Feb   | Mar   | Abr   | Mai   | Jun   | Jul   | Ago   | Set   | Oct   | Nov   | Des   | Any    |
| ------------------------ | ----- | ----- | ----- | ----- | ----- | ----- | ----- | ----- | ----- | ----- | ----- | ----- | ------ |
| Mitjana temp. màx. °C    | 1,6   | 4,0   | 11,3  | 19,9  | 26,4  | 30,3  | 30,8  | 29,5  | 25,8  | 19,0  | 10,1  | 3,3   | 17,7   |
| Mitjana temp. mín. °C    | -9,4  | -6,9  | -0,6  | 7,2   | 13,2  | 18,2  | 21,6  | 20,4  | 14,2  | 7,3   | -0,4  | -6,9  | 6,5    |
| Temp. mitjana diària. °C | -4,3  | -1,9  | 5,1   | 13,6  | 20,0  | 24,2  | 25,9  | 24,6  | 19,6  | 12,7  | 4,3   | -2,2  | 11,8   |
| Mitjana de pluges en mm  | 2,6   | 5,9   | 9,0   | 26,4  | 28.7  | 70.7  | 175,6 | 182,2 | 48,7  | 18,8  | 6,0   | 2,3   | 576,9  |
| Hores de sol             | 204,7 | 198,5 | 237,7 | 251,3 | 290,6 | 276,2 | 230,4 | 230,3 | 215,1 | 229,6 | 193,0 | 192,3 | 2780,2 |
| Humitat                  | 44    | 44    | 46    | 46    | 53    | 61    | 75    | 77    | 68    | 61    | 57    | 49    | 57     |
| Font:]                   |       |       |       |       |       |       |       |       |       |       |       |       |        |

## Política i govern

### Divisió administrativa

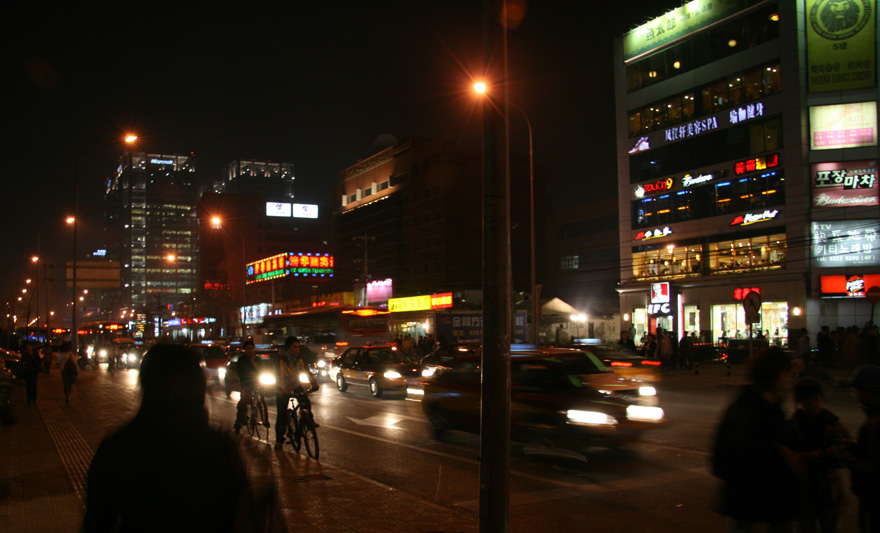
El popular Wudaokou, al nord-est de Pequín a la nit

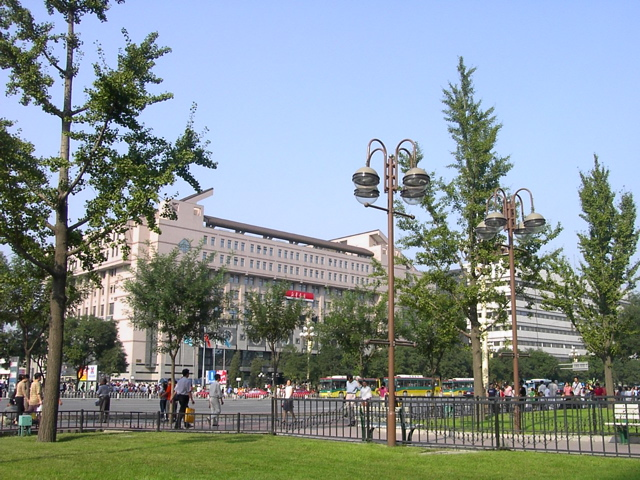
Biblioteques a l'àrea de Xidan

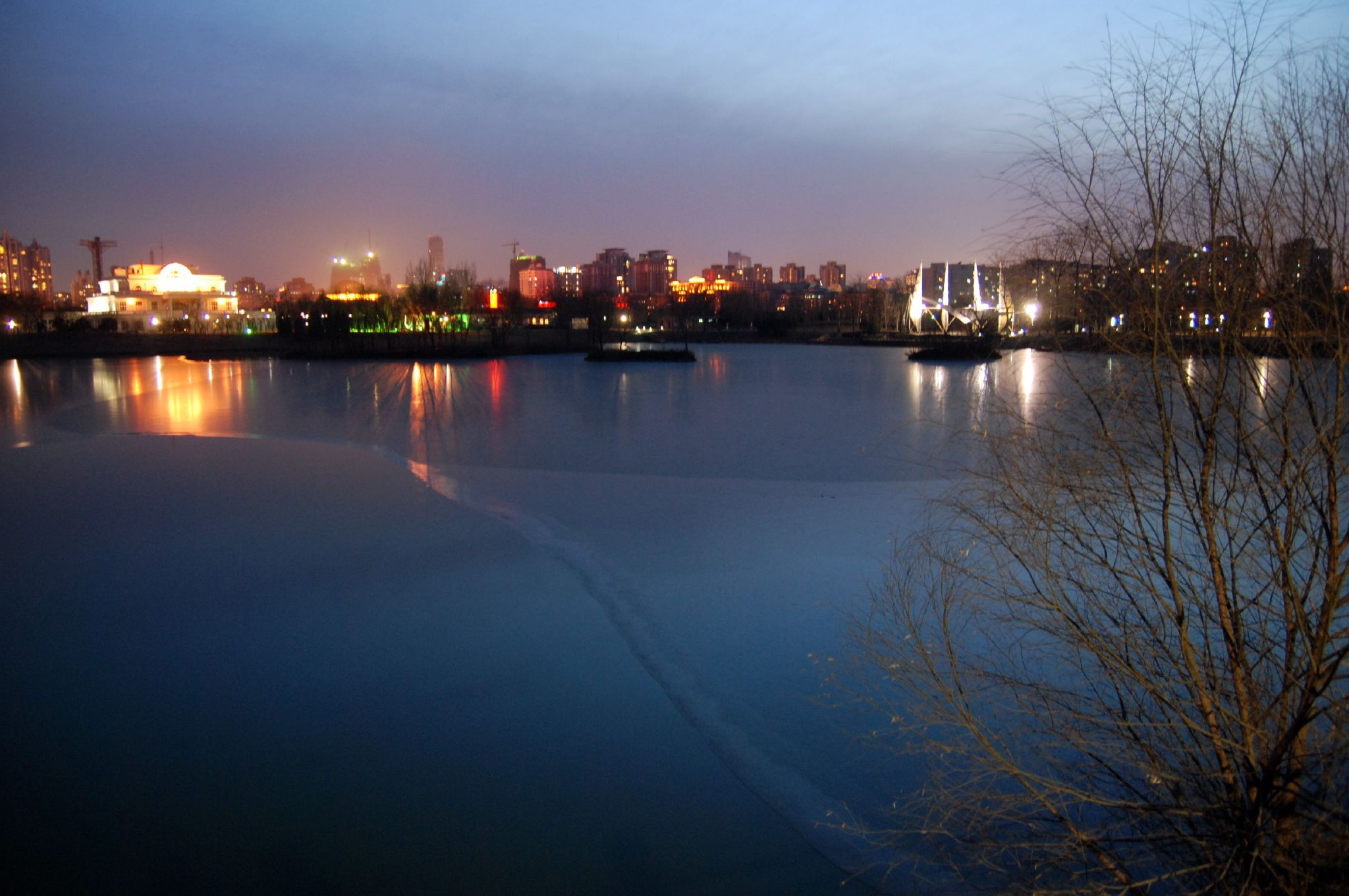
Parc Chaoyang al districte de Chaoyang de Pequín

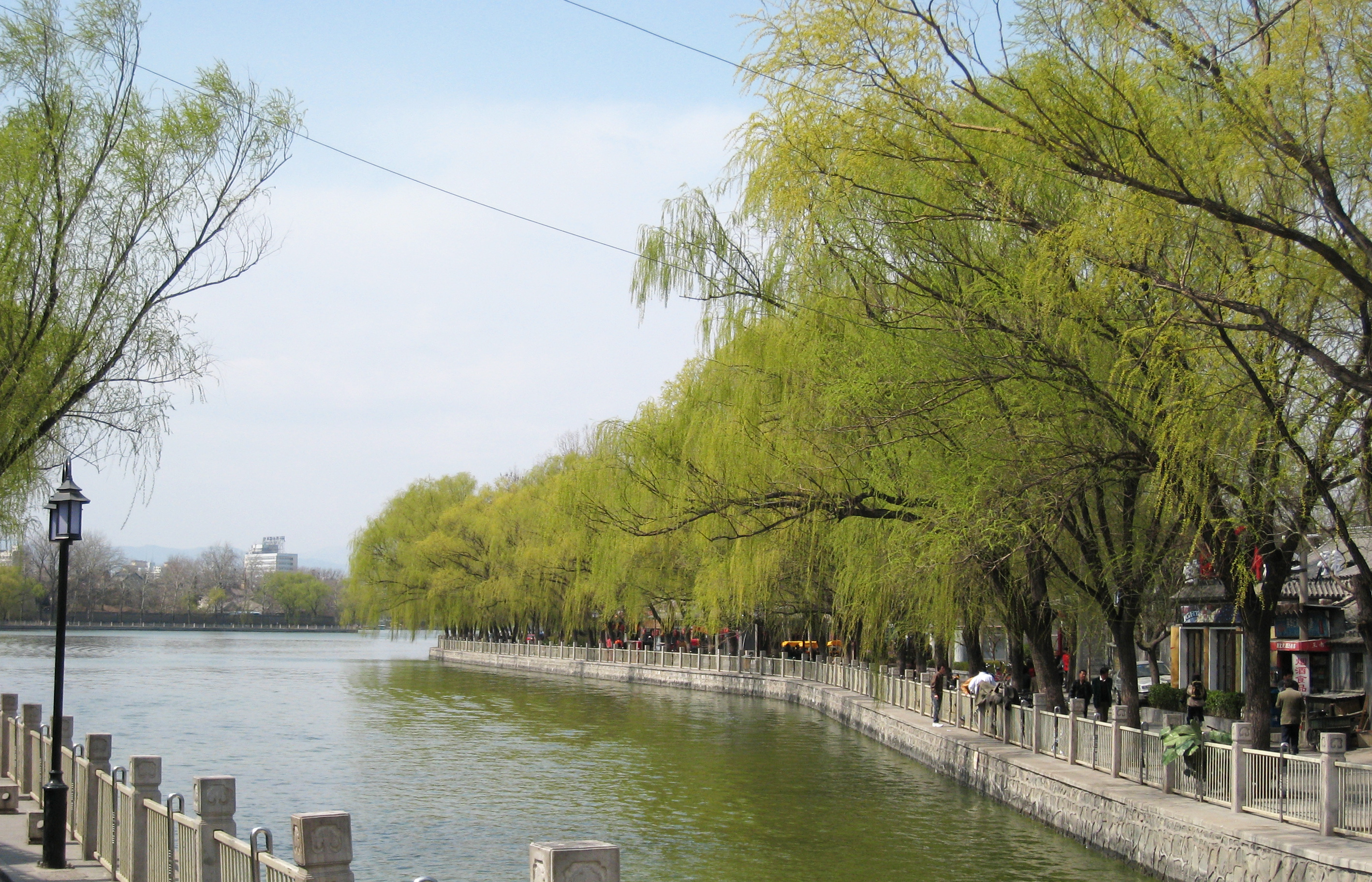
Shichahai, situat al districte de Xicheng, és tradicionalment un dels punts més acollidors i atractius de Pequín

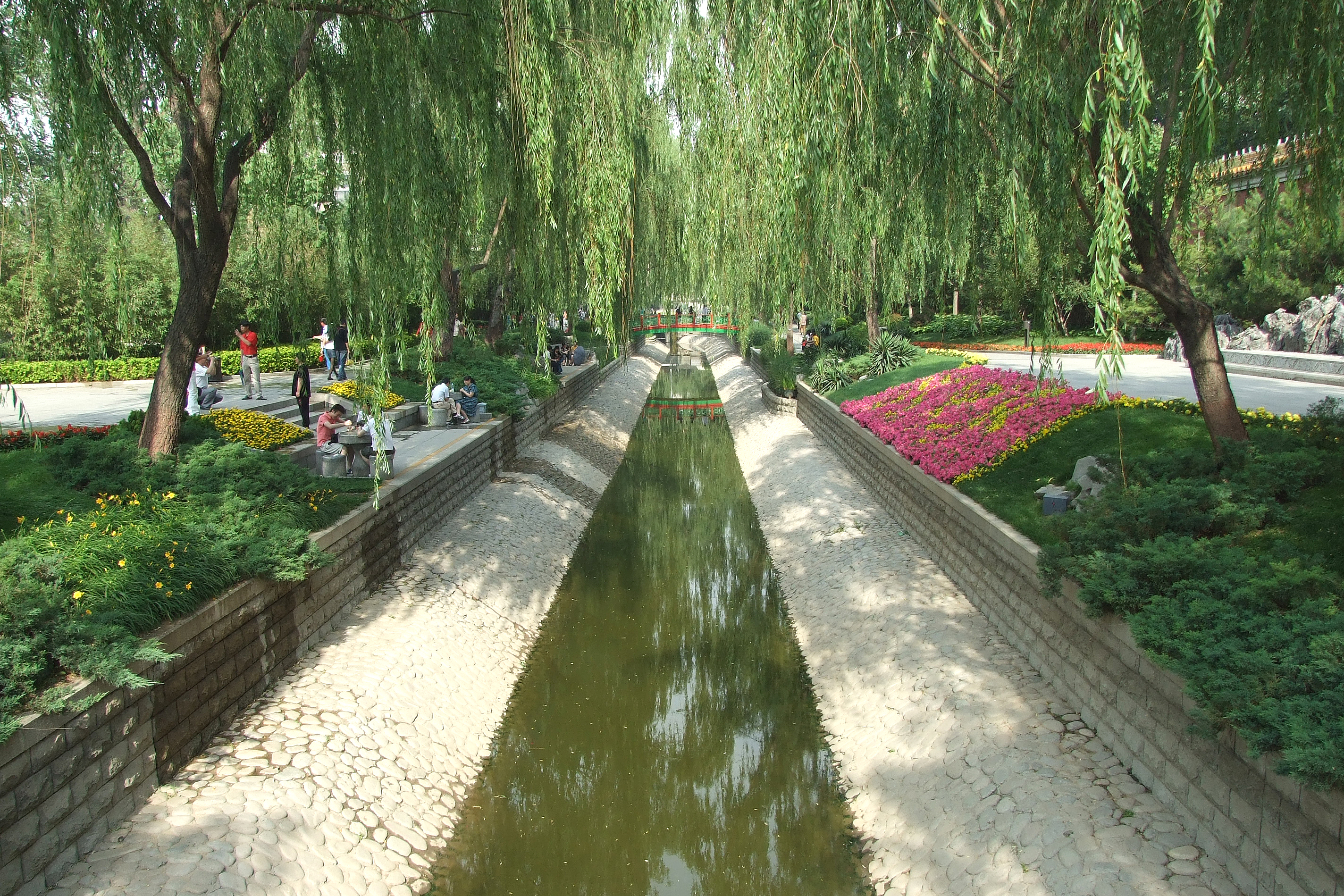
Parc del riu Changpu prop de la Ciutat Prohibida

Els principals barris de Pequín són els següents. Els barris es poden superposar sobre diferents districtes (vegeu a sota):
| Barris - Qianmen 前门 - Tian'anmen 天安门 - Di'anmen 地安门 - Chongwenmen 崇文门 - Xuanwumen 宣武门 - Fuchengmen 阜成门 - Xizhimen 西直门 - Deshengmen 德胜门 - Andingmen 安定门 - Sanlitun 三里屯 - Dongzhimen 东直门 - Chaoyangmen 朝阳门 - Yongdingmen 永定门 - Zuo'anmen 左安门 - You'anmen 右安门 - Guangqumen 广渠门 - Guang'anmen 广安门 - Dongbianmen 东便门 - Xibianmen 西便门 - Hepingmen 和平门 - Fuxingmen 复兴门 - Jianguomen 建国门 - Gongzhufen 公主坟 - Fangzhuang 方庄 - Guomao 国贸 - Hepingli 和平里 - Ping'anli 平安里 - Beixinqiao 北新桥 - Jiaodaokou 交道口 - Kuanjie 宽街 - Wangjing 望京 - Wangfujing 王府井 - Dengshikou 灯市口 - Wudaokou 五道口 - Xidan 西单 - Dongdan 东单 - Zhongguancun 中关村 - Panjiayuan 潘家园 - Beijing CBD 北京商务中心区 - Yayuncun 亚运村 | Subdivisions El municipi de Pequín està format per 18 subdivisions administratives, àrees governades directament pel municipi (divisions de segons nivell). D'aquestes 16 són districtes i 2 són comtats. Les àrees urbanes i suburbanes de la ciutat es divideixen en 8 districtes: - Districte de Dongcheng 东城区 - Districte de Xicheng 西城区 - Districte de Chongwen 崇文区 - Districte de Xuanwu 宣武区 - Districte de Chaoyang 朝阳区 - Districte de Haidian 海淀区 - Districte de Fengtai 丰台区 - Districte de Shijingshan 石景山区 Els següents sis districtes abasten els suburbis i ciutats satèl·lit més distants, constituint part de l'àrea metropolitana: - Districte de Mentougou 门头沟区 - Districte de Fangshan 房山区 - Districte de Tongzhou 通州区 - Districte de Shunyi 顺义区 - Districte de Changping 昌平区 - Districte de Daxing 大兴区 - Districte de Huairou 怀柔区 - Districte de Pinggu 平谷区 Els altres dos districtes i els dos comtats es troben més enllà, en les zones suburbanes i rurals: - Comtat de Miyun 密云县 - Comtat de Yanqing 延庆县 | Ciutats Les ciutats del municipi de Pequín però fora de l'àrea urbana inclouen: - Changping 昌平 - Huairou 怀柔 - Miyun 密云 - Liangxiang 良乡 - Liulimiao 琉璃庙 - Tongzhou 通州 - Yizhuang 亦庄 - Tiantongyuan 天通苑 - Beiyuan 北苑 - Xiaotangshan 小汤山 |

El nom de diversos punts de Pequín acaba amb mén (门), que significa 'porta', i eren punts on es trobaven les portes de la muralla de Pequín. Altres llocs acabats en cūn (村), que significa 'vila', eren originàriament viles fora de les muralles.
Els 18 districtes i comtats de Pequín se subdivideixen a la vegada en 273 divisions administratives de tercer nivell: 119 ciutats, 24 cantons, 5 cantons autònoms i 125 subdistrictes.

## Economia

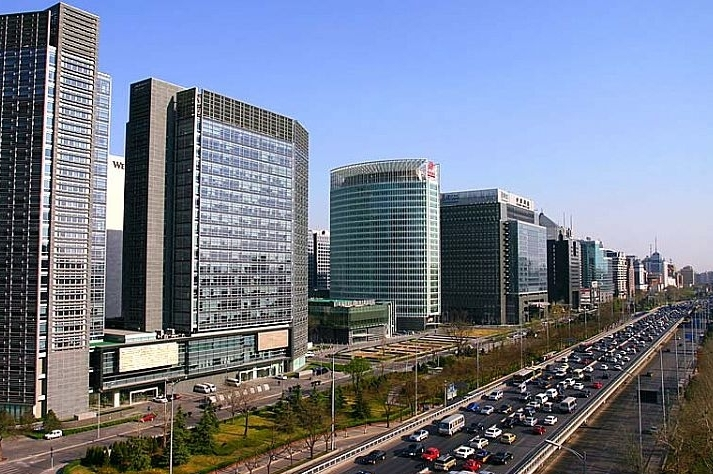
Carrer financer de Pequín

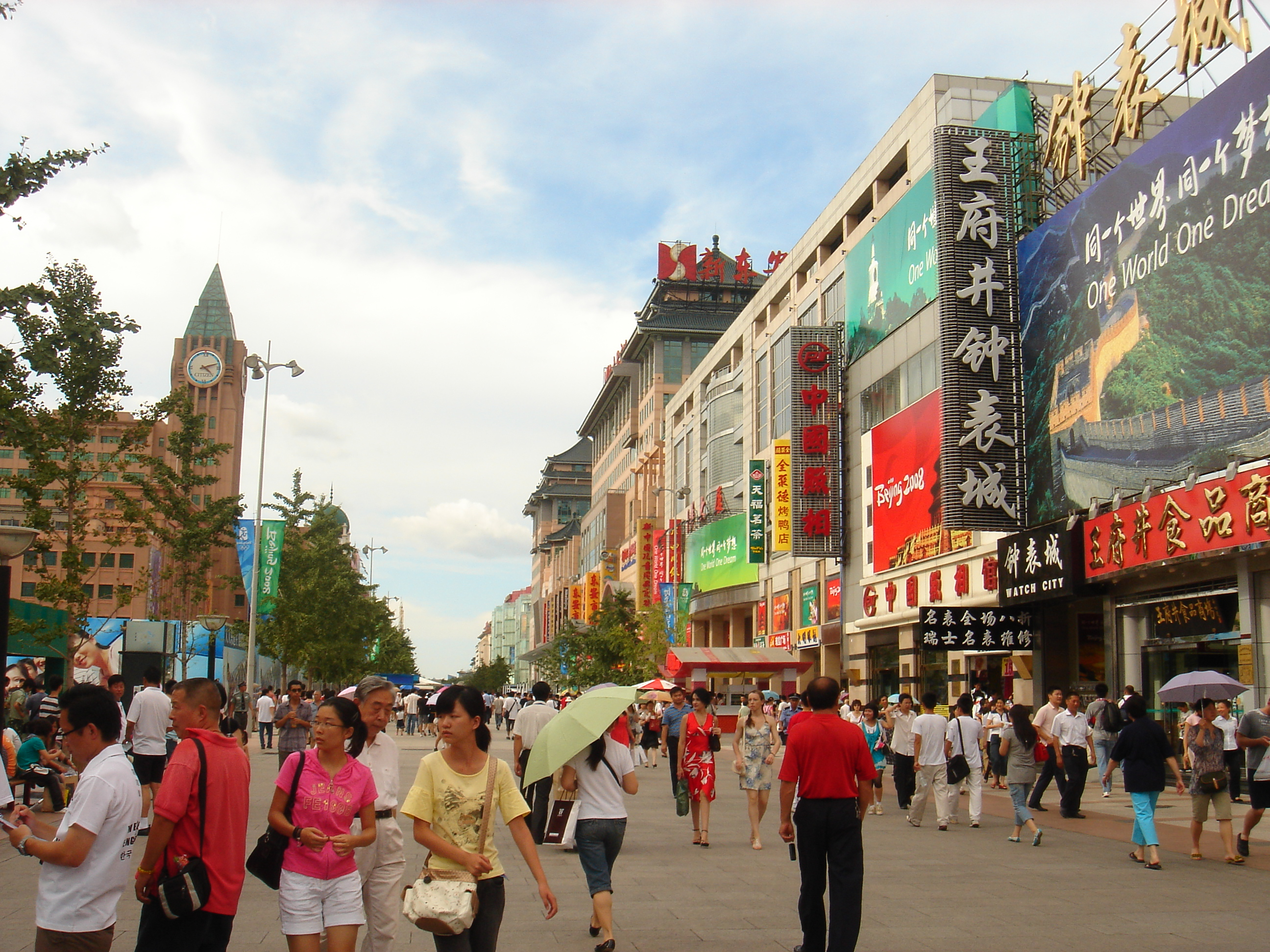
Wangfujing és un dels carrers més concorreguts de Pequín, amb prop de 100.000 visitants cada dia (agost 2008)

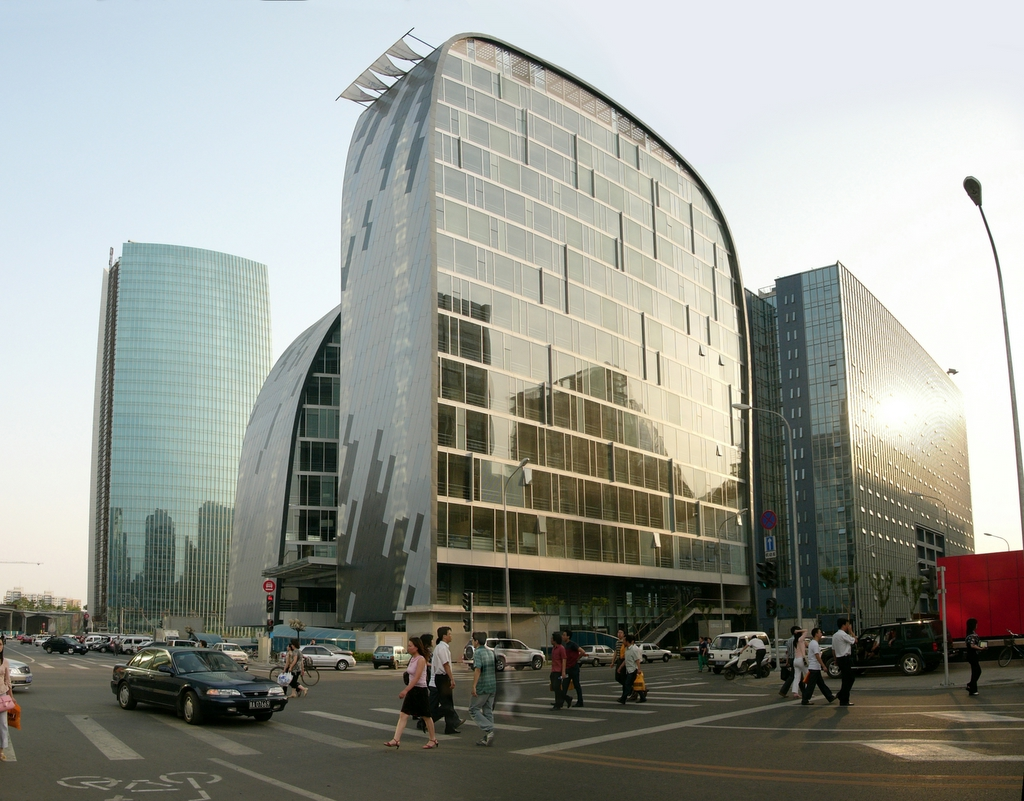
Zhongguancun és un centre de tecnologia al districte Haidian

Beijing (Pequín) és una de les ciutats més desenvolupades de la Xina, amb el sector terciari que aporta el 73,2% del seu PIB; va ser la primera ciutat postindustrial de la Xina continental. Les finances és una de les indústries més importants de la ciutat. El 2007, hi havia 751 entitats financeres a Pequín, que van generar 128,6 mil milions de RMB, l'11,6% del total d'ingressos de la indústria financera de tot el país. També representa el 13,8% del PIB de Pequín, el major percentatge de totes les ciutats xineses. Beijing és la llar de 26 empreses Fortune 500, el tercer país del món amb més, darrere de Tòquio i París.
El 2008, el PIB nominal de Beijing va ser d'1,0488 bilions de RMB (150 milions de USD), un creixement interanual del 9% respecte a l'any anterior. El seu PIB per capita va ser de 63.029 RMB (9.075 USD), un augment del 5,2% respecte a l'any anterior. El 2008, els sectors primari, secundari i terciari de Pequín valien 11,28 mil milions de RMB, 269,32 mil milions de RMB, i 768,2 mil milions RMB, respectivament. La renda per capita urbana disponible va ser de 24.725 iuans, un augment real del 12,4% respecte a l'any anterior. Els ingressos purs per capita dels residents rurals va ser 10.747 RMB, un augment real de 12,4%. La renda per capita disponible del 20% residents de baixos ingressos va augmentar 16,7%, 11,4 punts percentuals més alta que la taxa de creixement del 20% residents d'alta renda. El Coeficient d'Engel dels residents urbans de Beijing arribà al 31,8% el 2005 i la dels residents rurals va ser del 32,8%, disminuint 4,5 punts percentuals i 3,9 punts percentuals, respectivament, en comparació amb el 2000.

### Infraestructures i transport

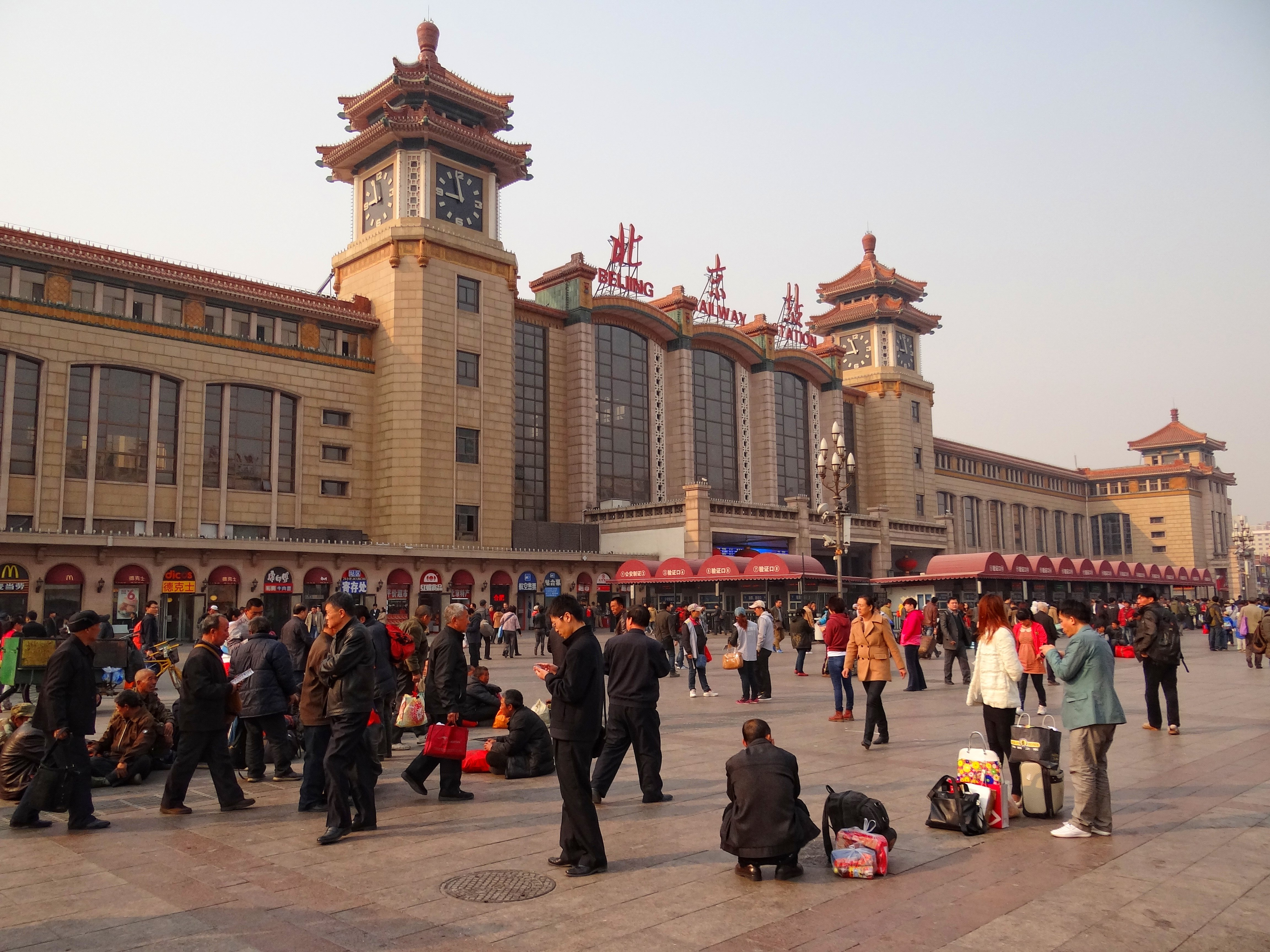
L'estació Oriental de ferrocarril

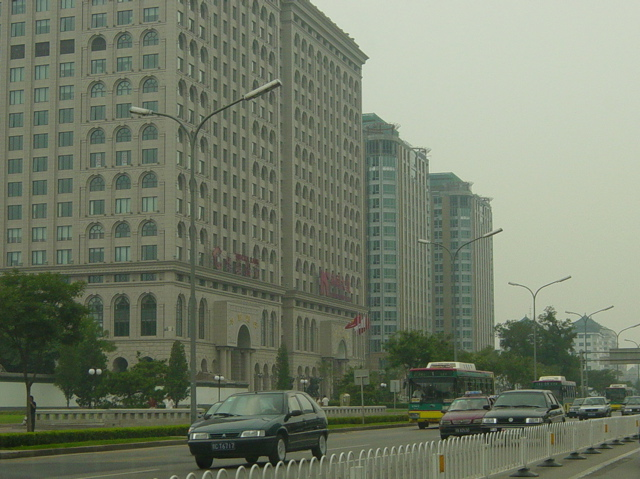
L'avinguda de Chang´an est

Encara que geogràficament no està ben situada, disposa de molt bones comunicacions. El creixement de la ciutat a partir de les reformes econòmiques ha convertit la ciutat de Pequín en un important nus de transports. Té diverses estacions de ferrocarrils amb enllaços a totes les províncies del nord de la Xina; l'aeroport Internacional de Pequín està a uns 25 km al nord-est de la ciutat. És, juntament amb el de Shanghai, el principal nus aeri del país. I Pequín disposa d'algunes autopistes de peatge que la comuniquen amb Tianjin, Badaling i l'aeroport. A la vegada, la ciutat està rodejada per cinc anells de circumval·lació, nou autopistes i onze carreteres principals.

#### Ferrocarril
Hi ha dues estacions principals: l'estació Central de Ferrocarrils i l'estació de Ferrocarrils de l'Oest. Altres cinc estacions menors tenen trànsit de passatgers: l'estació de l'Est, l'estació del Nord, l'estació del Sud, l'estació de Fengtai i l'estació de Guang'anmen.
Hi ha línies de ferrocarril a Canton, Xangai, Harbin, Baotou, Taiyuan, Chengde i Qinhuangdao, així com línies internacionals cap a Pionyang, Kowloon i Rússia.

#### Carreteres
Pequín està connectada per carretera o autopista amb tota la resta de la Xina. L'augment del nombre d'automòbils i la disminució de l'ús de bicicletes a causa del creixement econòmic de la ciutat està agreujant el problema dels embussos, especialment en hora punta. A això cal afegir l'escàs desenvolupament del transport públic, a la vegada que té un important impacte en temes de contaminació aèria i de medi ambient.

#### Transport aeri
El principal aeroport és l'aeroport Internacional de Pequín, a prop de Shunyi, a 20 km al nord-est de Pequín, que és el principal aeroport de la companyia Air China. Altres aeroports són l'aeroport de Liangxiang, l'aeroport de Nanyuan, l'aeroport de Xijiao i l'aeroport de Badaling.

#### Transport públic
El metro de Pequín té quatre línies, dues d'aèries i dues de subterrànies, i algunes més creades pels Jocs Olímpics. Hi ha unes mil línies d'autobús, a més de moltes de troleibús.

## Geografia humana i societat

### Demografia
El 2007 la població total era de 17 milions de persones. A més a més, hi ha un nombre gran però indeterminat d'emigrants il·legals.
La gran majoria de pequinesos són d'ètnia Han. Tradicionalment també hi ha manxús, Hui i mongols. L'emigració estrangera més recent és de sud-coreans, que hi viuen per motius de negocis o d'estudi, i es concentren a les àrees de Wangjing i Wudaokou.

### Etnografia
| Grups ètnics de Pequín, segons el cens de 2000 | Grups ètnics de Pequín, segons el cens de 2000 | Grups ètnics de Pequín, segons el cens de 2000 |
| Ètnia                                          | Població                                       | Percentatge                                    |
| ---------------------------------------------- | ---------------------------------------------- | ---------------------------------------------- |
| Han                                            | 12.983.696                                     | 95,69%                                         |
| Manxús                                         | 250.286                                        | 1,84%                                          |
| Hui                                            | 235.837                                        | 1,74%                                          |
| Mongols                                        | 37.464                                         | 0,28%                                          |
| Coreans                                        | 20.369                                         | 0,15%                                          |
| Tujia                                          | 8.372                                          | 0,062%                                         |
| Zhuang                                         | 7.322                                          | 0,054%                                         |
| Hmong                                          | 5.291                                          | 0,039%                                         |
| Uigurs                                         | 3.129                                          | 0,023%                                         |
| Tibetans                                       | 2.920                                          | 0,022%                                         |

## Cultura i lleure

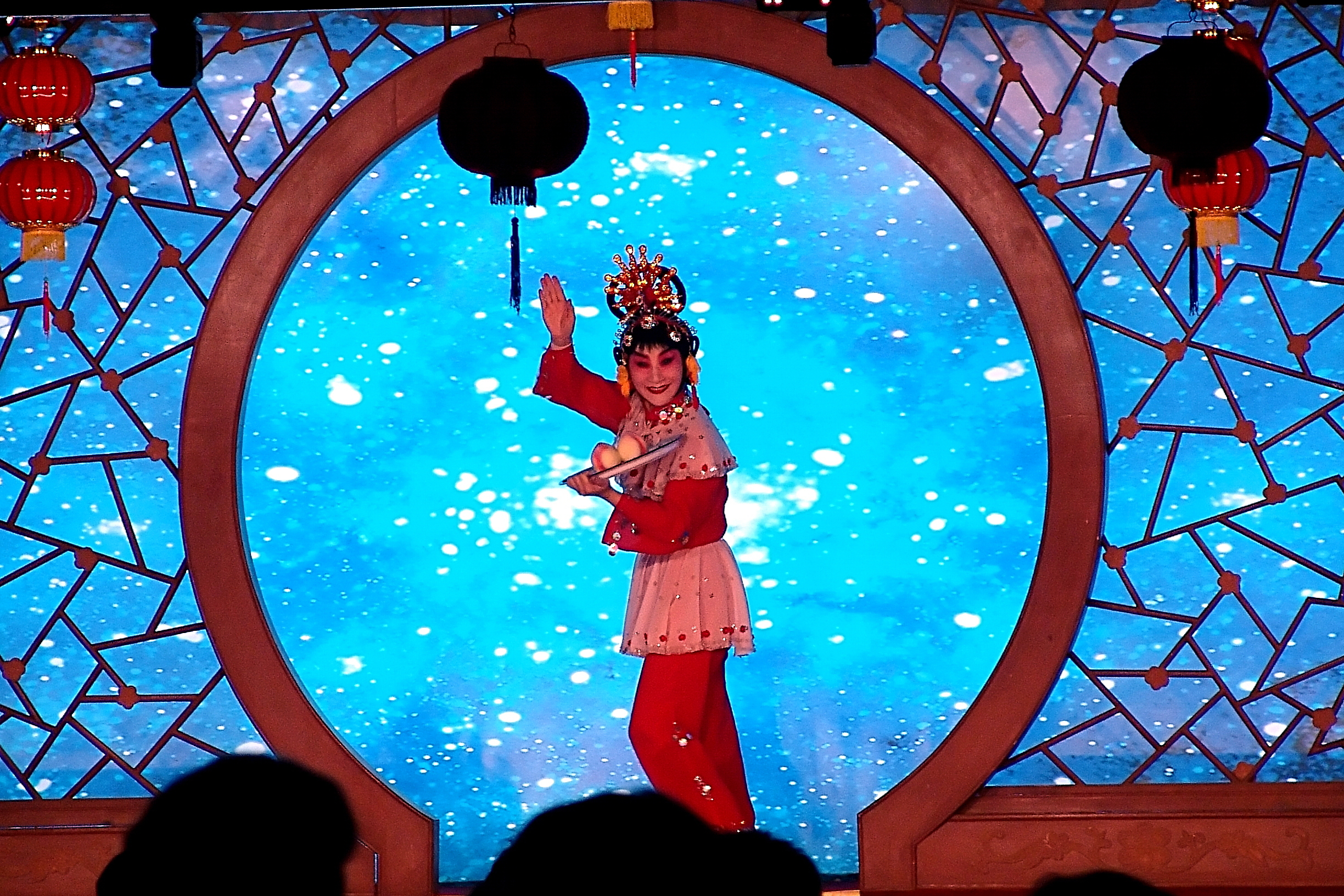
Òpera de Beijing

La gent de la ciutat parla el dialecte de Beijing, que pertany a la subdivisió del mandarí. Aquest dialecte és la base del mandarí estàndard, idioma oficial de la República Popular de la Xina. A les àrees fora de la ciutat es parlen dialectes propis de la província de Hebei.
L'òpera de Beijing o Jingju (京剧) és molt coneguda a tota la capital. És reconeguda com un dels exponents de la cultura xinesa. L'òpera de Beijing és una combinació de cant, diàlegs, seqüències codificades com gests, lluites i acrobàcies.
La majoria de representacions es fan en un dialecte arcaic molt diferent del mandarí estàndard; això fa que els diàlegs siguin molt difícils d'entendre, encara que els teatres moderns ofereixen subtítols.

### Arquitectura
El siheyuan (四合院） és un estil arquitectònic de Beijing. Un siheyuan consisteix en un conjunt quadrat amb habitacions que tanquen un pati central. Aquest pati conté algun arbre, plantes en testos i fins i tot un aquari.
Els hutongs (胡同) són els carrers i carrerons que connecten tot l'interior de la part vella de la ciutat. Molts d'aquests són tan estrets que no permeten la circulació de vehicles.
Abans, els siheyuans i hutongs estaven per tot arreu, però ara s'estan substituint per blocs de pisos moderns. Aquest canvi té dues cares: d'una part els pisos ofereixen una qualitat de vida que els hutongs no tenen, com l'aigua corrent i sanitaris. Per altra part, desfan la vida social que va associada als hutongs.
S'estan preservant alguns hutongs particulars per motius històrics o turístics.

### Gastronomia
Com tota la cuina del nord de la Xina, està basada en el blat (no en l'arròs).
L'ànec de Pequín, o ànec lacat, n'és el plat més famós i és considerat el "plat més saborós del món". Les seves dues varietats són l'ànec lacat penjat, especialitat del restaurant Quanjude, i l'ànec lacat cuinat, especialitat del restaurant Bianyifang.
També són comuns els plats d'origen mongol o manxú, com el "Manhan Quanxi".
El te i les cases de te hi són molt comuns.
Beijing, centre polític, cultural i diplomàtic de la Xina, no és només un lloc ideal per a assaborir la gastronomia típica del país, també és una capital internacional on es poden trobar restaurants de cuines de tot el món. A la capital de la Xina, es produeix una interessant fusió entre cultures culinàries provinents de totes les parts de la Xina i de la resta del món. Per aquest motiu la "cuina de Beijing" resulta tan interessant, ja que és una amalgama de diferents tradicions culinàries amb el toc únic que li dona la capital.
Els restaurants àrabs i les parades de chuàn omplen els carrers de Beijing, deixant flotar a cada cantonada la saborosa olor de la vedella i el be rostits. L'"hotpot de be" de Donglaishun té una llarga història i molts habitants de la ciutat són assidus clients d'aquest establiment.

### Esports
Pequín (Beijing) va ser seu dels Jocs Olímpics d'Estiu 2008, i és la seu del jocs Olímpics d'hivern 2022. El principal equip de futbol de la ciutat és el Beijing Guoan Football Club que juga a la Lliga xinesa de futbol.

## Monuments
- Temple del Cel (天坛)

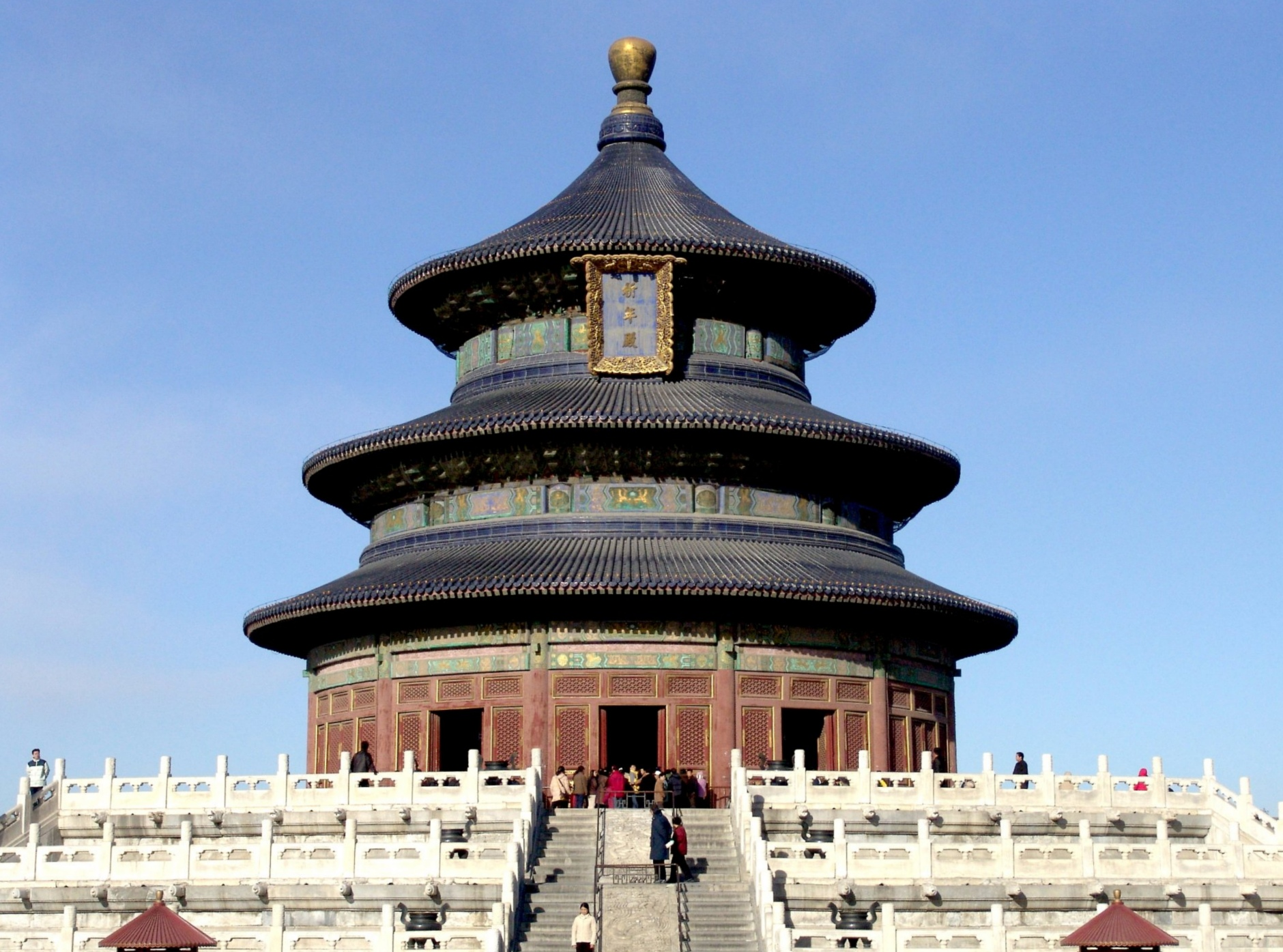
Temple del Cel

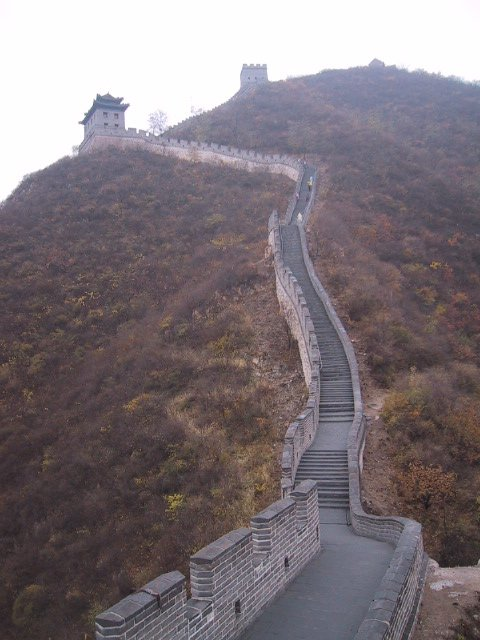
Muralla a Badaling

On l'emperador celebrava cerimònies religioses.
- Palau imperial o Ciutat Prohibida (故宫)

Residència dels antics emperadors.
- Palau d'Estiu (颐和园)

Residència d'estiu dels emperadors, en gran part construïda per Cixi.
- Plaça Tian'anmen (天安门)

Centre de la ciutat i símbol polític. S'hi troba la tomba de Mao ZeDong, el Museu Nacional.
- Les tombes Ming (明十三陵)

Tombes dels emperadors de la dinastia Ming.
- Gran Muralla xinesa (长城)

Als afores de la ciutat.

## Història
La història de la ciutat és molt antiga, es remunta a més de 3.000 anys enrere. Durant el període de Primaveres i Tardors i dels Regnes combatents regne de Ji (蓟国) tenia la seva capital on avui es troba Beijing. En algun moment del segle VII aC a finals de Zhou de l'Oest o principis de Zhou de l'Est, Yan va absorbir Ji i va traslladar la seva capital a Ji, també coneguda llavors com a Yanjing, "capital de Yan"). Durant les dinasties Qin (秦), Han (汉) i el període dels Tres Regnes, Beijing estava en la frontera nord de l'imperi. Va canviar molts cops de nom: Jichéng (蓟城), Yànduo (燕都), Yànjùn (燕郡), Youzhou (幽州) o (涿郡). Durant la dinastia Tang (唐) es va anomenar Youzhou (幽州).
El príncep de Hailing en 1152 traslladà la capital de la Dinastia Jin des de Huining Fu, al nord de Manxúria, a Zhongdu (l'actual Pequín), fins que el 1214, la dinastia Jin mogué la seva capital a Kaifeng per fugir dels mongols. El 1403, quan els mongols estaven conquerint tota la Xina i mig Àsia, Yongle, el tercer emperador de la dinastia Ming, traslladà la capitalitat de Nanquín a Beijing (capital del nord), procés que finalitza el 1421.
Una gran epidèmia de pesta a finals del regnat de l'Emperador Chongzhen va començar a Shanxi el 1633 i va arribar a Pequín el 1641 causant la mort de més de 200.000 persones el 1643 i contribuint directament a la caiguda de la Dinastia Ming el 1644. Pequín va ser saquejada per una coalició de forces rebels conduïdes per Li Zicheng, que es va proclamar a si mateix com el primer emperador de la nova dinastia Shun. Oficialment, la dinastia Ming va finalitzar quan Chongzhen es va suïcidar penjant-se d'un arbre al parc Jingshan prop de la Ciutat Prohibida. Li Zicheng fou derrotat en la batalla del Pas de Shanhai del 27 de maig de 1644 per l'exèrcit Qing de l'Emperador Shunzhi, que va poder així depassar la frontera defensiva tradicional dels Ming i conquistar Pequín amb facilitat i va fer traslladar la cort Qing de Mukden a Pequín.
Després de la Revolució Xinhai de 1911-1912, els rebels van establir un govern republicà provisional a Nanjing sota el president Sun Yat-sen del Guomindang, però només controlaven el sud de la Xina i van haver de negociar amb el comandant de l'exèrcit de Beiyang, Yuan Shikai, per posar fi a la dinastia Qing. El 10 de març de 1912, Yuan va esdevenir president provisional mentre es trobava a Pequín, la seva base de poder i es va negar a traslladar-se a Nanjing, i el govern va iniciar la seva administració des de Pequín el 10 d'octubre de 1912. El 1916 Yuan Shikai es converteix en president amb suport de l'exèrcit, però la seva legitimitat com el govern legítim de la Xina fou seriosament desafiada a Canton pel Guomindang, de Sun Yat-sen. La mort de Yuan va crear un buit de poder, i l'era dels senyors de la guerra es va caracteritzar per una guerra civil constant entre diferents faccions. Aliats amb el Partit Comunista Xinès, els nacionalistes van començar al juliol de 1926 l'Expedició del Nord, dirigida per Chiang Kai-shek amb més de 250.000 soldats nacionalistes que va avançar des de Canton cap al nord fins al riu Yangzi, per acabar amb els poderosos cacics militars i senyors feudals de nord de la Xina, que va conduir a la desaparició del govern de Beiyang i la reunificació xinesa de 1928 després de la caiguda Pequín el juny de 1928.

## Ciutats agermanades
- Tòquio (Japó), des del 14 de març de 1979
- Nova York, EUA, des del 29 de febrer de 1980
- Belgrad, Sèrbia, des del 14 d'octubre de 1980
- Lima, Perú, des del 21 de novembre de 1983
- Washington DC, EUA, des del 15 de maig de 1984
- Madrid, Espanya, des del 16 de setembre de 1985
- Rio de Janeiro (Brasil), des del 24 de novembre de 1986
- Illa de França, França, des del 2 de juliol de 1987
- Colònia, Alemanya, des del 14 de setembre de 1987
- Alger, Algèria, des de l'11 de setembre de 1989
- Ankara, Turquia, des del 20 de juny de 1990
- El Caire, Egipte, des del 28 d'octubre de 1990
- Islamabad, Pakistan, des del 8 d'octubre de 1992
- Jakarta, Indonèsia, des del 8 d'octubre de 1992
- Bangkok, Tailàndia, des del 26 de maig de 1993
- Tel-Aviv, Israel, des del 29 de maig de 1993
- Buenos Aires, Argentina, des del 13 de juliol de 1993
- Seül, Corea del Sud, des del 23 d'octubre de 1993
- Kíev, Ucraïna, des del 13 de desembre de 1993
- Berlín, Alemanya, des del 5 d'abril de 1994
- Brussel·les, Bèlgica, des del 22 de setembre de 1994
- Hanoi, Vietnam, des del 6 d'octubre de 1994
- Amsterdam, Països Baixos, des del 29 d'octubre de 1994
- Moscou, Rússia, des del 16 de maig de 1995
- París, França, des del 23 d'octubre de 1997
- Roma, Itàlia, des del 28 de maig de 1998
- Johannesburg, Sud-àfrica, des del 6 de desembre de 1998
- Ottawa (Canadà), des del 18 d'octubre de 1999
- Teheran, Iran, des del 10 d'abril de 1999
- Canberra, Austràlia, des del 14 de setembre de 2000
- Manila, Filipines, des del 14 de novembre de 2005
- Londres, Regne Unit, des del 10 d'abril de 2006
- Wellington, Nova Zelanda, des del 12 de maig de 2006
- San José, Costa Rica des del 10 de juliol de 2007
- Santiago de Xile, Xile des del 7 d'agost de 2007
- Santo Domingo, República Dominicana, des del 2008.

### Obres antigues
- (en francès) Albert Marie Aristide Boüinais, De Hanoï à Pékin : notes sur la Chine, Berger-Levrault, Paris, 1892, 376 p.
- (en francès) Emil Bretschneider, Recherches archéologiques et historiques sur Pékin et ses environs (traduit par Victor Collin de Plancy), E. Leroux, Paris, 1879, 133 p.
- (en francès) Wu Ch'ang-yuan, Description de Pékin avec un plan de cette capitale, traduit du chinois en russe, puis traduit du russe par Ferry de Pigny, Charles Kray, Saint-Pétersbourg, 1829.
- (en francès) Maurice Jametel, Pékin : souvenirs de l'Empire du milieu, E. Plon, Nourrit et Cie, Paris, 1887, 305 p.
- (en francès) Pierre Loti,  Les derniers jours de Pékin, Calmann-Lévy, Paris, 1901? (nombreuses rééditions), 464 p.
- (en francès) Julien de Rochechouart, Excursions autour du monde : Pékin et l'intérieur de la Chine, E. Plon, Paris, 1878, 355 p.

### Obres contemporànies
- Becker, Jasper. Allen Lane. City of heavenly tranquility : Beijing in the history of China (en anglès).  Londres: Allen Lane, 2008. ISBN 978-0-7139-9998-3.
- Blommaert, Jan. Veenman Publishers. Simple present : Beijing (en anglès).  Veenman Publishers, 2008. ISBN 978-90-8690-179-1.
- Darrobers, Roger. Pékin : capitale impériale, mégapole de demain (en francès). 528, 2008 (Découvertes Gallimard). ISBN 978-2-07-035633-1.
- Elliott, Mark C. Stanford University Press. The Manchu Way : The Eight Banners and Ethnic Identity in Late Imperial China (en anglès).  Stanford University Press, 2001. ISBN 9780804746847.
- Greco, Claudio; Santoro, Carlo. Skira. Beijing : the new city (en anglès).  Skira, 2008. ISBN 978-88-613-0302-7.
- Li, Lillian M.; Dray-Novey, Alison; Kong, Haili. Palgrave Macmillan. Beijing : From Imperial Capital to Olympic City (en anglès).  Palgrave Macmillan, 2007. ISBN 9780230605275.
- MacKerras, Colin; Yorke, Amanda. Cambridge University Press. The Cambridge handbook of contemporary China (en anglès).  Cambridge University Press, 1991. ISBN 9780521387552.
- Mooney, Paul. National Geographic. Pékin (en francès).  National Geographic, 2008. ISBN 978-2-84582-246-7. (guia de viatge)
- Zhou, Xinli. Université Paris 8, Institut français d'urbanisme. Les jeux olympiques et le développement de la ville : une étude sur les Jeux Olympiques de 2008 à Pékin (en francès).  Université Paris 8, Institut français d'urbanisme, 2009. ISBN 978-2-84582-246-7.
- Zhou, Yu. Rowman & Littlefield publ. The inside story of China's high-tech industry : making Silicon Valley in Beijing (en anglès).  Rowman & Littlefield publ., 2008. ISBN 978-0-7425-5579-2.